# Kompisar från förr
Kompisar från förr var ett humorprogram i Sveriges Radio P3 som leddes av Freja Hallberg och Kalle Lind. Programmet sändes under fem veckor (totalt tio avsnitt) sommaren 2009 samma tid Pang Prego i vanliga fall sändes.
Programmet sammanställde klipp från tidigare humorproduktioner från Sveriges Radio Malmö, bland annat Pang Prego, Hej Domstol! och Så Funkar Det, men också mindre kända program som Wallraff, Söndag hela veckan och Meningen med allt. Detta gjordes i form av listor där olika företeelser och kända personer kränktes med mer eller mindre finess. Exempel på teman för program var Människor som har haft fel, Människor som hänger ihop och Böcker du inte behöver släpa med till hängmattan.